# Powerballin’
Powerballin’ – drugi studyjny album amerykańskiego rapera Chingy’ego. Został wydany 16 listopada, 2004 roku. Został zatwierdzony jako platyna przez RIAA. Utwór „I Do” został wykorzystany w grze Need for Speed: Underground 2.

## Lista utworów
| Nr | Tytuł                              | Producent       | Goście                   | Czas |
| -- | ---------------------------------- | --------------- | ------------------------ | ---- |
| 1  | „Haters 101 (Intro)”               |                 |                          | 2:15 |
| 2  | „Give Em Some Mo”                  | Da Beatstaz     |                          | 3:07 |
| 3  | „Fall-N”                           | Da Beatstaz     | G.I.B.                   | 3:37 |
| 4  | „Balla Baby”                       | Keith McMasters |                          | 3:33 |
| 5  | „Jackpot The Pimp, Part 2"         |                 |                          | 0:50 |
| 6  | „Leave Wit Me”                     | Vudu            | R. Kelly & Ziggy         | 3:57 |
| 7  | „Make That Ass Talk”               | The Trak Starz  | Ziggy                    | 3:50 |
| 8  | „I Do”                             | The Trak Starz  |                          | 3:58 |
| 9  | „Don’t Worry”                      | Raphael Saadiq  | Janet Jackson            | 4:25 |
| 10 | „All The Way To St. Lou”           | David Banner    | David Banner & Nate Dogg | 4:03 |
| 11 | „26’s”                             | Da Beatstaz     | Lil’ Wayne               | 4:25 |
| 12 | „We Clubbin'”                      | The Trak Starz  |                          | 4:01 |
| 13 | „We Do”                            | The Trak Starz  | Bun B                    | 3:19 |
| 14 | „Wurr Da ‘Git It Gurlz’ At?”       | The Trak Starz  | G.I.B.                   | 3:49 |
| 15 | „Bring Da Beef”                    | The Trak Starz  | G.I.B.                   | 4:12 |
| 16 | „Outro”                            |                 |                          | 2:57 |
| 17 | „Balla Baby (Remix)” (Bonus Track) |                 | Lil Flip & Boozie        | 4:01 |
| 18 | „What Up Wit It” (Bonus Track)     | The Trak Starz  | G.I.B.                   | 4:04 |
| 19 | „Don’t Really Care” (Bonus Track)  | The Trak Starz  |                          | 4:06 |